# Hans Sottorf
Hans Sottorf (* 10. Juli 1888 in Niendorf; † 6. September 1941 in Essen) war ein deutscher Oberstleutnant im Zweiten Weltkrieg sowie Ritter des Pour le Mérite.

## Leben
Sottorf wurde als Sohn eines Hofbesitzers geboren und trat nach bestandenem Abitur als Fahnenjunker 1907 in das Infanterie-Regiment „Herzog von Holstein“ (Holsteinisches) Nr. 85 in Rendsburg ein. Hier wurde er 1908 zum Leutnant befördert.
Bei Ausbruch des Ersten Weltkriegs war er Zugführer in der Maschinengewehrkompanie des Regiments. Nach Gefechten bei Lüttich und an der Gette wurde er mit der Führung der 1. Kompanie betraut. In der Schlacht bei Mons wurde ihm am 23. August der rechte Ellenbogen zersplittert. Während seiner Genesung wurde ihm Anfang Oktober das Eiserne Kreuz II. Klasse verliehen. Am 28. November 1914 wurde er zum Oberleutnant befördert.
Im März 1915 war er zunächst im I. Ersatz-Bataillon des Infanterie-Regiments Nr. 85 und übernahm Mitte Mai abermals die 1. Kompanie. Beim Stellungskrieg an der Aisne wurde er am 3. Juli 1915 erneut schwer verwundet.
Bei seiner Rückkehr im März 1916, das Regiment kämpfte in der Champagne, wurde er Chef der 3. Kompanie. Am 18. April wurde ihm zeitgleich mit der Beförderung zum Hauptmann das Eiserne Kreuz I. Klasse verliehen. Mit seinem Regiment kämpfte er in der Schlacht an der Somme. Am 22. August 1916 wurde er bei Estrées durch einen Durchschuss beider Wangen zum dritten Mal verwundet. Nach Lazarettaufenthalt fungierte Sottorf als Kompaniechef im I. Ersatz-Bataillon und war zu Beginn des Jahres 1917 wieder an der Westfront.
Mitte Januar 1917 wurde Sottorf Kommandeur des II. Bataillons. Mit diesem zog er im Frühjahr in die Siegfriedstellung. Im April kämpfte es in der Schlacht von Arras bei Gavrelle und von Mitte September bis Mitte Oktober in der Dritten Flandernschlacht. Hierfür erhielt Hauptmann Sottorf Anfang November das Ritterkreuz des Königlichen Hausordens von Hohenzollern mit Schwertern. Nach kurzem Aufenthalt an der Ostfront in Wilna kehrte das Regiment im Dezember an die Westfront ins Oberelsass zurück. Am 18. Dezember 1917 trat er als Maschinengewehroffizier zum Regimentsstab über und übernahm fünf Tage später daneben die Führung des II. Bataillons.
Am 27. Februar 1918 wurde er zum Kommandeur des I. Bataillons ernannt. Bei der Frühjahrsoffensive führte er es nach dem Durchbruch zwischen Gouzeaucourt und Vermand durch das Sommegebiet bis an Ancre, Somme und Avre. Nach Kämpfen in Flandern und im Artois war das Regiment zu Beginn der Hunderttageoffensive zwischen Soissons und Reims. Für sein Verhalten in der Schlacht an der Marne wurde durch seinen Regimentskommandeur Major Krug für die höchste preußische Kriegsauszeichnung, den Pour le Mérite vorgeschlagen. Durch A.K.O. vom 1. November 1918 erfolgte die Verleihung an Sottorf.
Nach dem Waffenstillstand beauftragte man Sottorf mit der Führung des Regiments, das er dann in die Heimat zurückführte. Hier erfolgte ab dem 26. Dezember 1918 die Demobilisierung in Rendsburg. Ab Februar begann man aus Teilen das Freikorps „Schleswig-Holstein“ aufzustellen, dem Sottorf ab März 1919 als Kompanieführer angehörte. Mit diesem war er in den kommanden Monaten zunächst in Berlin, dann ab Juli in Hamburg im Einsatz. Sottorf reichte seinen Abschied ein und wurde mit Teilen des Freikorps in die dortige Schutzpolizei übernommen. Am 16. Mai 1920 erfolgte seine Beförderung zum Polizeimajor und als solcher fungierte er bis zu seinem Ausscheiden aus dem Polizeidienst der Hansestadt am 30. November 1922 als Revierleiter der Davidwache.
Sottorf nahm dann eine Stelle als Abteilungsleiter bei dem Mineralölunternehmen Rhenania-Ossag in Hamburg an.
Im Zuge der Mobilmachung zum Zweiten Weltkrieg wurde Sottorf 1939 zur Verfügung des Heeres gestellt und zum Kommandeur des II. Bataillons des Infanterie-Regiments 502 der 290. Infanterie-Division ernannt. Mit diesem beteiligte er sich am Überfall auf die Sowjetunion und wurde dabei im Juli 1941 vor Leningrad schwer verwundet. An den Folgen dieser Verwundung verstarb Sottorf schließlich am 6. September in einem Lazarett in Essen.